# Platymitra
Platymitra är ett släkte av kirimojaväxter. Platymitra ingår i familjen kirimojaväxter.
Kladogram enligt Catalogue of Life:
| Platymitra | \| \| Platymitra arborea \| \| \| \| \| \| Platymitra macrocarpa \| \| \| \| |
|            | \| \| Platymitra arborea \| \| \| \| \| \| Platymitra macrocarpa \| \| \| \| |
|            | Platymitra arborea                                                           |
|            |                                                                              |
|            | Platymitra macrocarpa                                                        |
|            |                                                                              |